# Stenpiplärka
För arten Anthus crenatus, se kopjepiplärka.
Stenpiplärka (Anthus japonicus) är en liten oansenlig brunaktig piplärka i familjen ärlor. Den och amerikansk piplärka (A. rubescens) behandlades fram till 2024 som en och samma art.

## Utseende och läte
Stenpiplärkan är 15–16 cm med fint streckad gråbrunaktig översida och mörka ben och näbb. Den har vit undersida med relativt kraftig svart streckning på bröstet och en rödaktig ton på benen. Dess lockläte är ett lite gnissligt "psipp" som påminner om ängspiplärkans lock och yttras ofta enstaka.

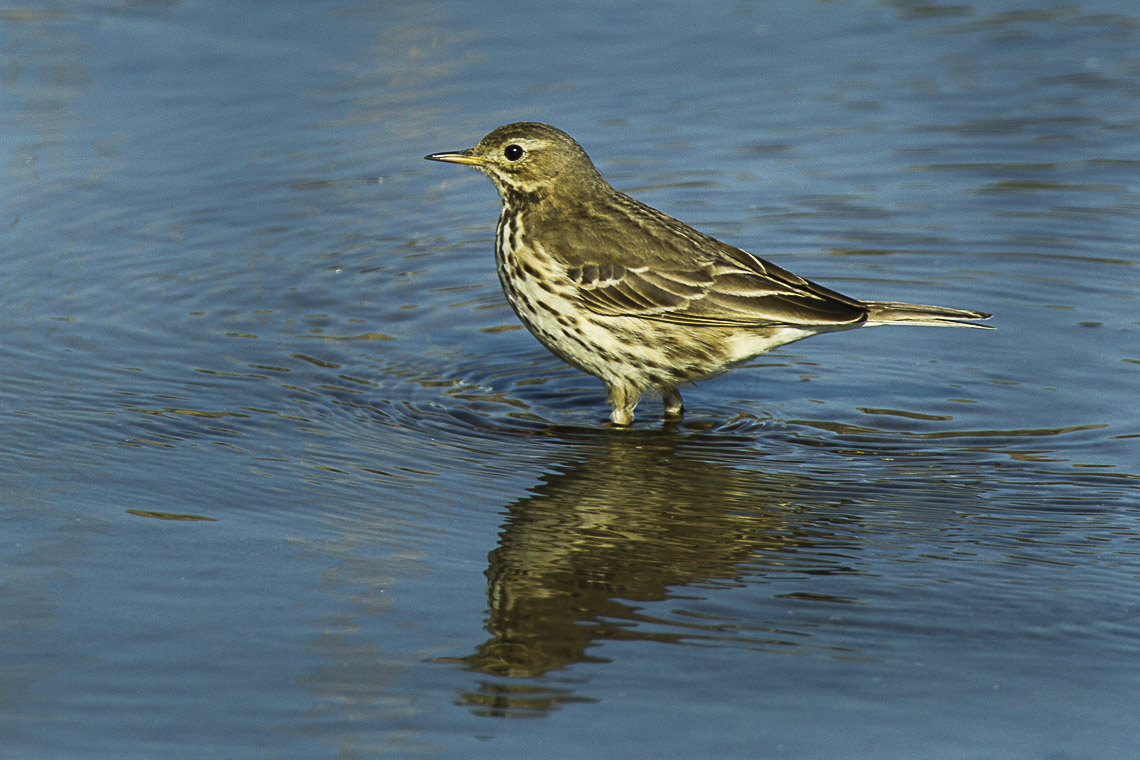

## Utbredning och systematik
Stenpiplärkan är en flyttfågel som häckar i östra Sibirien öster om Bajkalsjön, inklusive Japan. Den övervintrar från Pakistan och österut genom Indien, södra Kina och till Sydostasien så långt som till Myanmar. Vissa övervintrar så långt norrut som Yunnan och Japan. Arten är monotypisk, det vill säga att den inte delas in i några underarter.

### Förekomst utanför utbredningsområdet
Stenpiplärka har sällsynt påträffats under hösten i Östeuropa. I Sverige har den påträffats vid fyra tillfällen:
- 29/12 1996–14/1 1997 i Träslövsläge, Halland
- 19–20/12 1997 i Vikens hamn, Skåne
- 16/10 2016 i Lerhamn, Skåne
- 23/4 2018 på Utlängan, Blekinge

### Släktskap och artstatus
Stenpiplärka och amerikansk piplärka (A. rubescens) behandlades tidigare som en och samma art, då under namnet hedpiplärka (A. rubescens). Birdlife Sveriges taxonomikommitté delade dock februari 2024 upp hedpiplärkan i två olika arter baserat på skillnader i genetik, läten och utseende. En studie från 2023 visar att de båda uppvisar både genetiska och lätesmässiga skillnader i paritet med andra närbesläktade piplärkor. Längre tillbaka behandlades den tillsammans med de närbesläktade taxonen skärpiplärka och vattenpiplärka som underarter av samma art. Genetiska studier också att de faktiskt inte är varandras närmaste släktingar, där hedpiplärkan är systerart till en grupp bestående av visserligen vattenpiplärka och skärpiplärka, men även ängspiplärkan. I augusti 2024 urskilde även den internationella auktoriteten IOC stenpiplärka och amerikansk piplärka som två olika arter.

## Status och hot
IUCN erkänner inte stenpiplärka som art, varför dess hotstatus inte bedömts.